# Antonio Dechent
Antonio Pérez Dechent (Sevilla, 16 de febrer de 1960), és un actor espanyol de cinema, televisió i teatre.

## Trajectòria
Nascut en Sevilla, en 1960, Dechent és un actor conegut sobretot per la seva participació en algunes de les pel·lícules més representatives del cinema espanyol i, especialment, del cinema andalús dels últims anys.
La seva primera intervenció com a actor va ser amb tretze anys en classe de literatura amb un text de Cervantes: La elección de los alcaldes de Daganzo. Posteriorment va estudiar Psicologia, encara que als 23 anys es va decantar per la interpretació, formant-se a l'Instituto de Teatro de Sevilla.
En cinema va debuta rel 1987 amb la pel·lícula Las dos orillas, i compta amb més de 80 títols en la seva carrera, amb produccions com Solas, Intacto, Smoking Room, Carmen, 7 vírgenes, Alatriste, Los Borgia, Tres días, La voz dormida o A puerta fría, i ha treballat a les ordres de directors de prestigi com Agustín Díaz Yanes, José Luis Garci, Vicente Aranda, Mario Camus o Chus Gutiérrez, entre molts altres.
També ha actuat en televisió, realitzat diverses produccions com Brigada Central, Lleno, por favor, Éste es mi barrio, Todos los hombres sois iguales, La casa de los líos, La Mari i la seva seqüela, o La familia Mata, amb Daniel Guzmán, Elena Ballesteros i Chiqui Fernández. Així mateix, també ha intervingut en alguns doblatges.
El 18 de març de 2014 es va anunciar que acompanyaria a Joan Pera, en substitució del difunt Paco Morán, en la nova reposició de l'obra de teatre L'estranya parella, de Neil Simon, que en el seu moment van portar amb gran èxit els esmentats Joan Pera i Paco Morán.

## Filmografia
- Los Japón (2019)
- Cuando dejes de quererme (2018)
- El mejor verano de mi vida (2018)
- Jaulas (2018)
- El aviso (2018)
- Señor, dame paciencia (2017)
- Oro (2017)
- Segrest (2016)
- Obra 67 (2014)
- El mundo es nuestro (2012)
- La última isla (2012)
- A puerta fría (2012)
- Miel de naranjas (2012)
- Juan de los Muertos (2011)
- Fuga de cerebros 2 (2011)
- Un mundo casi perfecto (2011)
- La voz dormida (2010)
- Entrelobos (2010)
- Lope (2010)
- Imaginario (2008)
- Retorno a Hansala (2008)
- Tres días (2008)
- Clandestinos (2007)
- La profecía de los justos (2007)
- Escuchando a Gabriel (2007)
- ¿Por qué se frotan las patitas? (2006)
- Los Borgia (2006)
- Salvador (Puig Antich) (2006)
- Arena en los bolsillos (2006)
- Alatriste (2006)
- Remake (2006)
- Un minuto de silencio (2006)
- Las locuras de Don Quijote (2006)
- Los aires difíciles (2005)
- El año que trafiqué con mujeres (2005)
- 7 vírgenes (2005)
- El Calentito (2005)
- Un rey en La Habana (2005)
- Las huellas que devuelve el mar (2004)
- Recambios (2004)
- Matar al ángel (2004)
- XXL (2004)
- Atún y chocolate (2004)
- Tiovivo c. 1950 (2004)
- Carmen (2003)
- Eres mi héroe (2003)
- Soraya (2003)
- El embrujo de Shanghai (2002)
- Besos de gato (2002)
- Poniente (2002)
- Carlos contra el mundo (2002)
- Smoking Room (2002)
- Una pasión singular (2002)
- Cuando todo esté en orden (2001)
- Intacto (2001)
- Vengo (2000)
- Báilame el agua (2000)
- Solas (1999)
- Pleno al quince (1999)
- Mararía (1998)
- Blasco Ibáñez (1997)
- El color de las nubes (1997).
- Libertarias (1996)
- Nadie hablará de nosotras cuando hayamos muerto (1995)
- Morirás en Chafarinas (1995)
- El día de la bestia (1995)
- La marrana (1992)
- Matar al Nani (1988)
- El Lute II: mañana seré libre (1988)
- El Lute: camina o revienta (1987)
- Las dos orillas (1987)

## Televisió
- Días de Navidad (2019)
- Benvinguts a la família (2019)
- Servir y proteger (2018)
- Gigantes (2018)
- El Ministerio del Tiempo (2017)
- Sé quién eres (2017)
- Víctor Ros (2016)
- Ciega a citas (2014)
- Flaman (2013)
- Gernika bajo las bombas (2012)
- 18.0 (2012, websèrie)
- La Mari 2 (2010)
- Malviviendo (2010, 2012, websèrie)
- La familia Mata (2007-2009)
- Año 400 (2008)
- Martes de Carnaval (2008)
- pel·lículas para no dormir: La habitación del niño (2006)
- Estudio 1: La malquerida (2006)
- Abuela de verano (2005)
- Aída (2005)
- El comisario (2005)
- 7 vidas (2004)
- La Mari (2002)
- Padre coraje (2002)
- La huella del crimen 2: El crimen de las estanqueras de Sevilla (1991)
- Brigada Central (1989)
- Pedro I, el Cruel (1988)

## Teatre
- La voz humana (2013)
- Tomar partido (2012)
- Estado de sitio (2012)
- Queipo, el sueño de un general (2010-2011)
- L'estranya parella (16 de septiembre de 2014)

## Premis
Premis Goya
| Any  | Categoria                                     | Pel·lícula | Resultat | Ref.  |
| ---- | --------------------------------------------- | ---------- | -------- | ----- |
| 2001 | Millor interpretació masculina de repartiment | Intacto    | Candidat | [ 2 ] |

Premis Sant Jordi de Cinematografia
| Any  | Categoria                            | Pel·lícula    | Resultat  | Ref.  |
| ---- | ------------------------------------ | ------------- | --------- | ----- |
| 2014 | Millor actor en pel·lícula espanyola | A puerta fría | Guanyador | [ 3 ] |

Medalles del Cercle d'Escriptors Cinematogràfics
| Any  | Categoria              | Pel·lícula   | Resultat  | Ref.  |
| ---- | ---------------------- | ------------ | --------- | ----- |
| 1999 | Millor actor secundari | Solas        | Guanyador | [ 2 ] |
| 2002 | Millor actor secundari | Smoking Room | Candidat  | [ 2 ] |

Premis Turia
| Any  | Categoria                                               | Resultat  | Ref.  |
| ---- | ------------------------------------------------------- | --------- | ----- |
| 2007 | Premi Especial: "Per la seva trajectòria professional." | Guanyador | [ 2 ] |

Festival de Màlaga
| Any  | Categoria                        | Pel·lícula    | Resultat  | Ref.  |
| ---- | -------------------------------- | ------------- | --------- | ----- |
| 2002 | Biznaga de Plata al millor actor | Smoking Room  | Guanyador | [ 2 ] |
| 2012 | Biznaga de Plata al millor actor | A puerta fría | Guanyador | [ 2 ] |

Festival de Cinema d'Espanya de Tolosa de Llenguadoc
| Any  | Categoria                      | Pel·lícula    | Resultat  | Ref   |
| ---- | ------------------------------ | ------------- | --------- | ----- |
| 2012 | Millor interpretació masculina | A puerta fría | Guanyador | [ 2 ] |

Altres reconeixements
- 2009: Premi Clavel de la Premsa, atorgat per la Associació de la Premsa de Sevilla.[4]
- 2008: Premi Ciutat d'Arnedo del Festival de Cinema 'Octubre Corto' d'Arnedo (La Rioja).[5]
- 2007: Premi Honorífic "Un Andaluz de Cine" del V Certamen Nacional de Curtmetratges de Comèdia Thanatos.[6]
- 2004: Homenatge de la 36a Mostra Cinematogràfica de l'Atlàntic Alcances.[7]